# Lestes alacer
Lestes alacer – gatunek ważki z rodziny pałątkowatych (Lestidae). Występuje na terenie Ameryki Północnej – od środkowych USA na południe po Kostarykę.